# Ursula Rößler-Köhler
Ursula Rößler-Köhler (* 3. August 1947 als Ursula Köhler; † 11. März 2019) war eine deutsche Ägyptologin.

## Leben
Ursula Rößler-Köhler wuchs in Kassel auf und studierte an der Universität Göttingen. Nach der Promotion zum Dr. phil. in Göttingen 1973 und Habilitation, ebenso in Göttingen 1988, wurde sie 1991 auf die Professur für Ägyptologie an die Universität Bonn berufen. 2011 trat sie in den Ruhestand.
Sie war Herausgeberin der Handschriften zum altägyptischen Totenbuch (HAT) sowie der Studien zum altägyptischen Totenbuch (SAT) und baute das 2001 eröffnete Ägyptische Museum in Bonn auf. Sie engagierte sich auch für das Grabungsprojekt im mittelägyptischen Ma’abda.

## Schriften (Auswahl)
- Das Imiut. Untersuchungen zur Darstellung und Bedeutung eines mit Anubis verbundenen religiösen Symbols (= Göttinger Orientforschungen. Reihe 4 Ägypten. Band 4). Harrassowitz, Wiesbaden 1975, ISBN 3-447-01714-7 (zugleich Dissertation, Göttingen 1973).
- Kapitel 17 des ägyptischen Totenbuches. Untersuchung zur Textgeschichte und Funktion eines Textes der altägyptischen Totenliteratur (= Göttinger Orientforschungen. Reihe 4 Ägypten. Band 10). Harrassowitz, Wiesbaden 1979, ISBN 3-447-02067-9.
- Individuelle Haltungen zum ägyptischen Königtum der Spätzeit. Private Quellen und ihre Königswertung im Spannungsfeld zwischen Erwartung und Erfahrung (= Göttinger Orientforschungen. Reihe 4 Ägypten. Band 21). Harrassowitz, Wiesbaden 1991, ISBN 3-447-03149-2 (zugleich Habilitationsschrift, Göttingen 1987).
- Zur Tradierungsgeschichte des Totenbuches zwischen der 17. und 22. Dynastie (Tb 17) (= Studien zum altägyptischen Totenbuch. Band 3). Harrassowitz, Wiesbaden 1999, ISBN 3-447-04194-3.